# Patrícia Mayo
Patrícia Mayo, nome artístico de Rosa Maria Rego Monteiro Olegário da Costa (Rio de Janeiro, 6 de dezembro de 1944) é uma atriz brasileira.

## Carreira
Começou na carreira com 16 anos, na TV Tupi de São Paulo, na TV de Comédia, sob a direção de Geraldo Vietri, onde fazia o papel da "mocinha ingênua". Seu primeiro parceiro romântico foi Tarcísio Meira. Fez também dois filmes com Mazzaropi, o grande nome da televisão e do cinema na época. Casou duas vezes e teve quatro filhos. Em 1973 abandonou a carreira para dedicar-se aos filhos, aceitando participar excepcionalmente de  Como Salvar Meu Casamento em 1979 e voltando à ativa apenas em 1996.

## Filmografia

### Televisão
| Ano       | Título                     | Personagem                     | Notas                                     |
| --------- | -------------------------- | ------------------------------ | ----------------------------------------- |
| 2024      | O Picapau Amarelo          | Dona Benta                     |                                           |
| 2021      | Programa Silvio Santos     | Dona Benta                     | Especial: "O Natal do Pica-Pau Amarelo"   |
| 2019      | As Aventuras de Poliana    | Serena (Avó de Bento)          |                                           |
| 2016      | Escrava Mãe                | Tia Elza de Avelar             |                                           |
| 2013      | Carrossel                  | Dona Clotilde                  |                                           |
| 2011      | Amor e Revolução           | Juliana                        |                                           |
| 2011      | Marcas da Vida             | Tereza Franco                  | Episódio: "Convivendo com Alzheimer"      |
| 2006      | Cristal                    | Elizete Barros (Zete)          |                                           |
| 2004      | Seus Olhos                 | Araci                          |                                           |
| 2003      | Canavial de Paixões        | Amália Castro                  |                                           |
| 2002      | Pequena Travessa           | Maria                          |                                           |
| 1998      | Contos de Natal            | Maila di Mascarenho            | Episódio: "Negócios de Menino com Menina" |
| 1996      | Razão de Viver             | Vitória                        |                                           |
| 1984      | Anarquistas, Graças a Deus | Carmela (violinista no cinema) |                                           |
| 1979      | Como Salvar Meu Casamento  | Dinorah                        |                                           |
| 1973      | Rosa dos Ventos            | Irmã Joana                     |                                           |
| 1972      | Signo da Esperança         | Berta                          |                                           |
| 1971      | A Fábrica                  | Clara                          |                                           |
| 1970      | Simplesmente Maria         | Anabela                        |                                           |
| 1970      | As Bruxas                  | Carmem                         |                                           |
| 1969      | Super Plá                  | —                              |                                           |
| 1969      | Nenhum Homem É Deus        | Babeth                         |                                           |
| 1968      | O Rouxinol da Galileia     | Miriam                         |                                           |
| 1968      | Antônio Maria              | Alzira                         |                                           |
| 1967      | Presídio de Mulheres       | Judite                         |                                           |
| 1967      | Meu Filho, Minha Vida      | —                              |                                           |
| 1967      | O Pequeno Lord             | Querida                        |                                           |
| 1965      | O Pecado de Cada Um        | Virgínia                       |                                           |
| 1965      | A Cor de Sua Pele          | Regina                         |                                           |
| 1965      | O Mestiço                  | Ana Beatriz                    |                                           |
| 1964      | O Sorriso de Helena        | Rosália                        |                                           |
| 1964      | O Segredo de Laura         | Laura                          |                                           |
| 1963      | A Sublime Aventura         | —                              |                                           |
| 1963      | TV de Vanguarda            | —                              | Episódio: "O Cordão"                      |
| 1962      | A Única Verdade            | —                              |                                           |
| 1962      | A Estranha Clementine      | —                              |                                           |
| 1961      | A Cabeçuda                 | —                              |                                           |
| 1960-1964 | Grande Teatro Tupi         | Vários personagens             | 15 episódios                              |

### Cinema
| Ano  | Título                 | Personagem           |
| ---- | ---------------------- | -------------------- |
| 1972 | O Grande Xerife        | Terezete             |
| 1969 | Uma Pistola para Djeca | Eulália da Conceição |